# Grafschaft Sponheim
Die Grafschaft Sponheim war ein reichsunmittelbares Territorium des Heiligen Römischen Reiches Deutscher Nation in der Nahe-Hunsrück-Gegend im heutigen Land Rheinland-Pfalz. Sie entwickelte sich im frühen 12. Jahrhundert (Hochmittelalter) und bestand bis zu dem von der Französischen Revolution ausgelösten Ersten Koalitionskrieg.

## Geschichte

### Gesicherte Anfänge

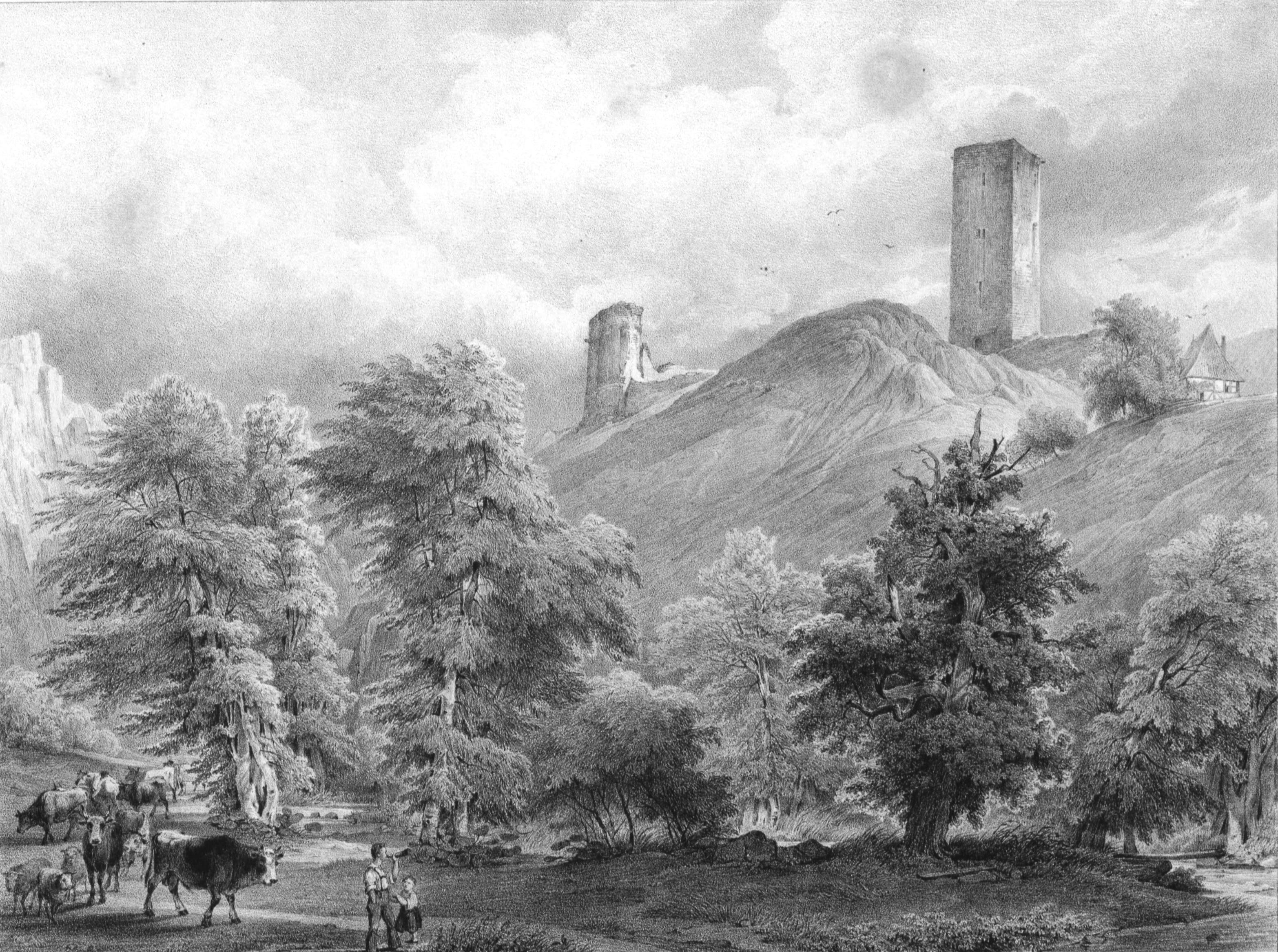
Burg Sponheim, Stammsitz des Hauses Sponheim

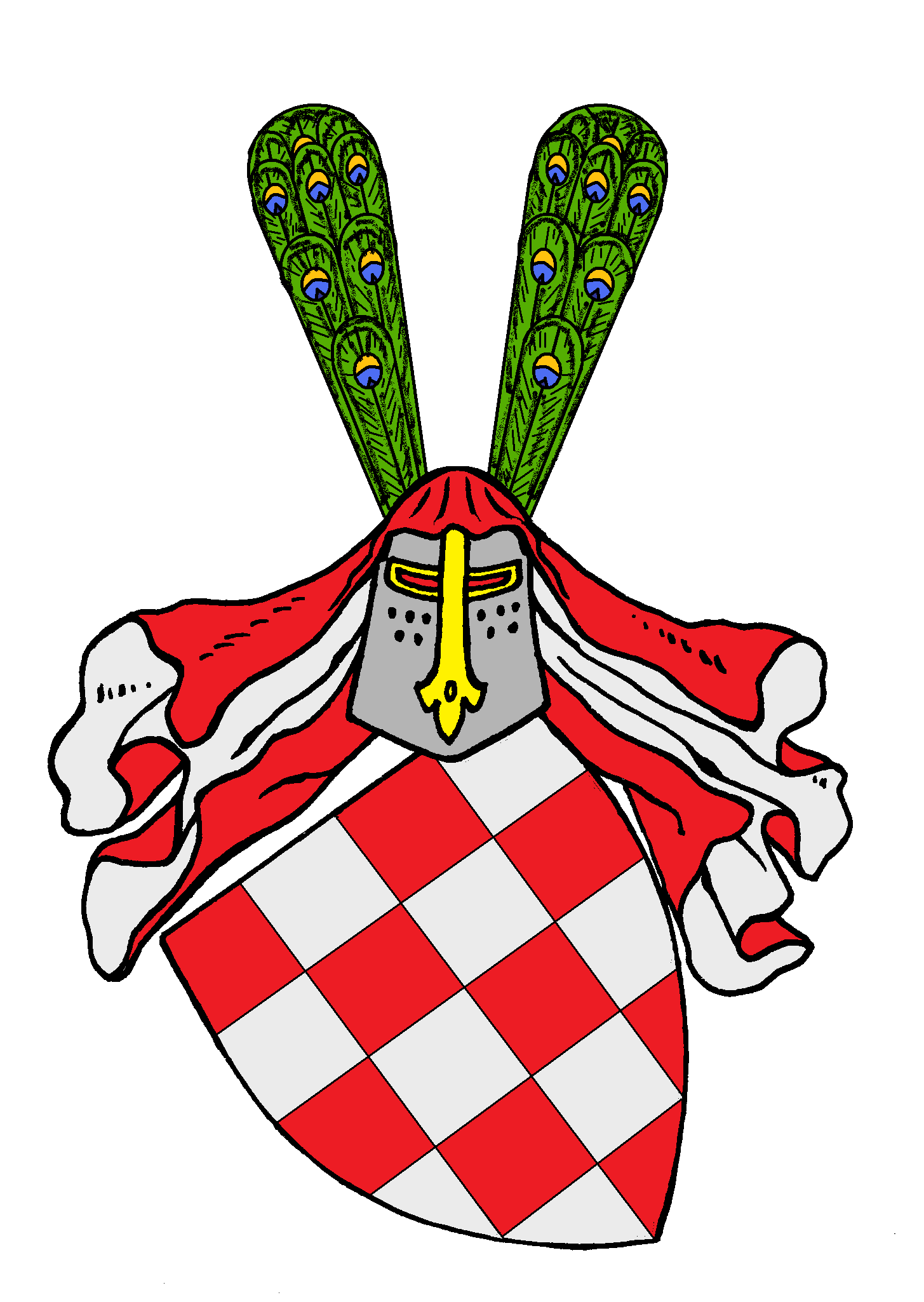
Wappen der Sponheimer Grafen

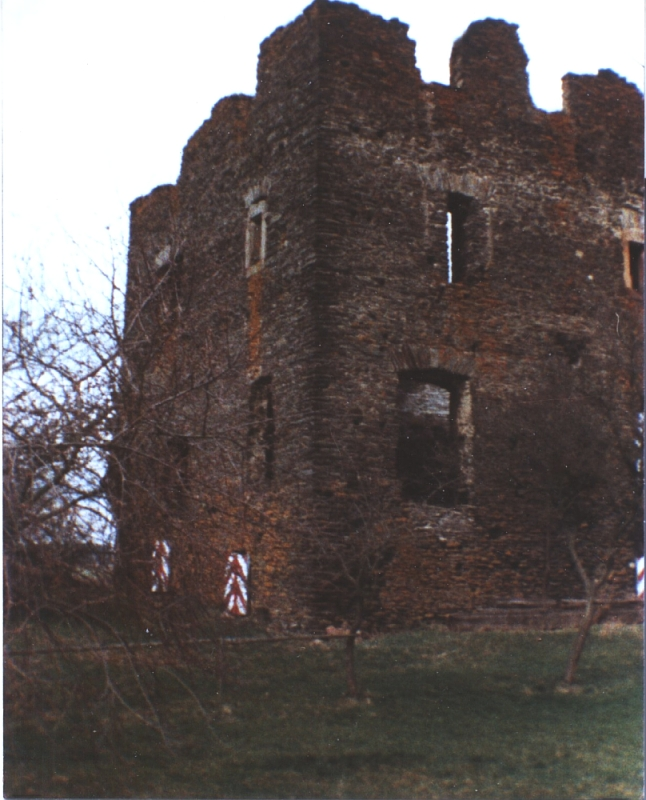
Burg Dill aus dem Erbe der Mechtild von Mörsberg

1045 tritt als erster Spanheimer (frühere Schreibweise: Spanheim, Spanheym) Siegfried I. auf. Dieser war Markgraf der Ungarnmark und Gaugraf im Pustertal, jedoch noch kein Graf von Sponheim. Nach welcher Burg Spanheim er bezeichnet wurde, ist unklar. Siegfried wird als ein Urahn der Spanheimer in Kärnten und Bayern angesehen. Seine direkten Vorfahren sind aus Mangel an Quellen nicht mehr feststellbar. Es lassen sich aber seine verwandtschaftlichen Beziehungen mit den Zeisolf-Wolframen, den Grafen im Königssondergau und dem verbleibenden Zweig der Spanheimer im Rheinland nachweisen.
Der rheinische Zweig der Spanheimer wird mit Stephan I. greifbar, welcher ebenfalls um die Mitte des 11. Jahrhunderts urkundlich erwähnt wurde. Eine Grafschaft Sponheim gab es damals noch nicht. Das Verwandtschaftsverhältnis zwischen Siegfried I. und Stephan I. gilt als offen, es ist besitzrechtlich zwar belegt, jedoch ist der Grad ungewiss. Um 1124 heiratete Meginhard von Sponheim, vielleicht ein Enkel Stephans, Mechtild von Mörsberg. Mechtild war die Erbtochter von Adalbert von Mörsberg, der große Teile des Besitzes der Grafen von Nellenburg geerbt hatte. Vor allem die Besitzungen auf dem Hunsrück, so die Burg Dill, fielen an die Sponheimer, die auf diese Weise ihren Besitzstand erheblich erweiterten. Meginhard nannte sich auch erstmals Graf von Sponheim, so dass man ab dieser Zeit von einer Grafschaft Sponheim sprechen kann.
Die Sponheimer bauten im 12. Jahrhundert die Burg Sponheim als Stammsitz aus. Auch stifteten sie in dieser Zeit das Kloster Sponheim, nachdem schon im 11. Jahrhundert am gleichen Ort eine Kirche errichtet worden war.
Schon früh unterhielten die Sponheimer eine Residenz in Kreuznach. Meginhard von Sponheim stellte dort 1127 im Kreis seiner Vasallen und Ministerialen eine Urkunde für das Allerheiligenkloster in Schaffhausen aus. In einer – wahrscheinlich gefälschten, aber historische Reminiszenzen enthaltenden – Urkunde, die auf 1125 datiert ist, bestimmte Meginhard, dass der älteste seiner Söhne und nach ihm immer der jeweils älteste des Stammes als Graf von Sponheim und Herr von und zu Kreuznach (Dominus de bzw. in Creutzenacht) Vogt des Klosters Sponheim sein sollte. Die Schenkung Meginhards von Gut Illnau an das Allerheiligenkloster wurde auf einem königlichen Hoftag zu Worms (1.–13. Februar 1140) von Graf Godefridus (von Sponheim) bestätigt.
Mit Sicherheit traten in der zweiten Hälfte des 12. Jahrhunderts zwei, wahrscheinlich sogar drei Grafen mit Namen Gottfried auf. Wahrscheinlich handelte es sich um Sohn und Enkel (und evtl. Urenkel) von Meginhard von Sponheim. Ein Albert von Sponheim (vielleicht der Bruder Gottfrieds III.) war ein enger Vertrauter Kaiser Heinrichs VI. Auch bei der anschließenden Doppelwahl des deutschen Königs standen die Sponheimer auf der Seite der Staufer. Albert nahm 1201 am Vierten Kreuzzug teil. Sein Bruder Gottfried III. kehrte 1218 vom Fünften Kreuzzug nicht zurück.

### Teilung (I) – Vordere und Hintere Grafschaften
Graf Gottfried III. († 1218) erwarb durch seine Gattin Adelheid von Sayn Anrecht auf einen Teil des Erbes des Grafen Heinrich III. von Sayn, das 1247 zum Großteil an seine Söhne fiel. Die Brüder Johann I., Heinrich und Simon I. teilten vor 1237 das gesamte Erbe:
- Johann I., der älteste Sohn, erhielt die Hintere Grafschaft Sponheim mit Gütern im Mosel- und Nahegebiet (Wappen: Schachbrett Rot-Silber) mit Sitz auf der Starkenburg bei Enkirch.[15] Weiterhin erbte er 1247 die Grafschaft Sayn. Dessen Söhne teilten 1265:
  - Gottfried übernahm die Grafschaft Sayn und wurde zum Stammvater des zweiten Grafenhauses Sayn,
  - Heinrich übernahm die Hintere Grafschaft Sponheim.
- Heinrich erbte die Herrschaften Blankenburg und Löwenburg. Er heiratete die Erbtochter von Heinsberg und begründete als Herr von Heinsberg eine neue Linie.
- Simon I., der jüngste Bruder, bildete aus seinem Erbgut die Vordere Grafschaft Sponheim an der Nahe (Wappen: Schachbrett Blau-Gold) mit Sitz auf der Kauzenburg oberhalb von Bad Kreuznach. Dessen Söhne teilten 1277:
  - Johann übernahm die Vordere Grafschaft Sponheim
  - Heinrich begründete die Linie Sponheim-Bolanden
  - Eberhard begründete die Linie Sponheim-Neef.
- Die Burgen Sponheim und Dill blieben gemeinsamer Besitz und wurden in der Folge als Witwensitze oder Residenzen von Juniorlinien genutzt. Die Stammburg Sponheim verlor damit ihre frühere Bedeutung.

Die Unterscheidung zwischen „Vorderer“ bzw. „Hinterer“ Grafschaft leitet sich von den Himmelsrichtungen Ost (= Hinter) und West (= Vorder) ab: Die Starkenburg als Zentrum der Hinteren Grafschaft liegt mehr im Osten, die Kauzenburg als Zentrum der Vorderen Grafschaft befindet sich mehr im Westen.

### 13.–15. Jahrhundert
1277 erhielt Heinrich von Sponheim, der Gründer der Linie Sponheim-Dannenfels, einen Teil der Burg Böckelheim. Entgegen den Absprachen mit seinem Bruder Johann I., regierender Graf der Vorderen Grafschaft, verkaufte Heinrich seinen Anteil an Erzbischof Werner von Mainz. Der Versuch Johanns, die Burg zurückzugewinnen, führte zu einer überregional bedeutenden Fehde, an der der gesamte Adel der Region beteiligt war. Höhepunkt der Auseinandersetzung war eine offene Feldschlacht bei Sprendlingen und endete mit dem Sieg des Mainzer Erzbischofs (→ Sage von Michel Mort).
An der Fehde nahm auch die Starkenburger Linie teil. Das führte zu großen Verheerungen in der Grafschaft, bis endlich König Rudolph 1281 den Streit schlichtete. Zur gleichen Zeit entstanden einige Zwistigkeiten zwischen Johann und seinen Vettern in der Hinteren Grafschaft wegen der Sponheimer Länderverteilung; der Vertrag von 1226 legte sie bei.

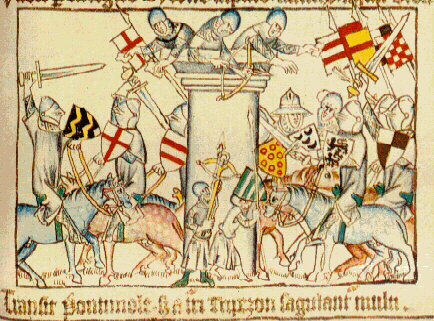
Wappen der Sponheimer gezeigt auf Kaiser Heinrichs Romfahrt (oben rechts und oberes Bild links)

In der Schlacht bei Göllheim im Jahre 1298 standen die Grafen von Sponheim auf Seiten von Adolph von Nassau. Graf Johann II. von Sponheim-Starkenburg († 1324) und sein Bruder Heinrich waren Teilnehmer am Romzug König Heinrichs VII. und sind, identifizierbar an ihren Wappen, mehrfach im Bilderzyklus von König Heinrichs Romfahrt abgebildet.
Die zwei sponheimischen Linien Starkenburg und Kreuznach waren in der Folgezeit nicht immer miteinander verbunden bezüglich ihrer politischen Ausrichtung. Sponheim-Kreuznach unterstützte Friedrich den Schönen von Habsburg in dem Streit um die deutsche Königsherrschaft und stand somit im Widerspruch zu Sponheim-Starkenburg, die an Ludwig IV. den Bayern angeschlossen war. Der anschließende Sieg von Ludwig dem Bayern bedeutete für Sponheim-Starkenburg einen relativen Machtgewinn. In dieser Zeit war die Vordere Grafschaft in eine nördliche und südliche Hälfte geteilt. Teilungslinie war der Soonwald. In Kastellaun residierte Simon II., in Kreuznach Johann II., der ohne legitime Söhne starb. Mit dem Regierungsantritt von Simons Sohn Walram endete die Teilung. Walram regierte die vereinigte Vordere Grafschaft bis 1380 und führte viele Fehden. Walrams Sohn Simon III. brachte der Vorderen Grafschaft durch seine Heirat mit Maria von Vianden die Grafschaft Vianden ein.

### Teilung (II) – Baden, Pfalz-Simmern-Zweibrücken-Birkenfeld, Kurpfalz

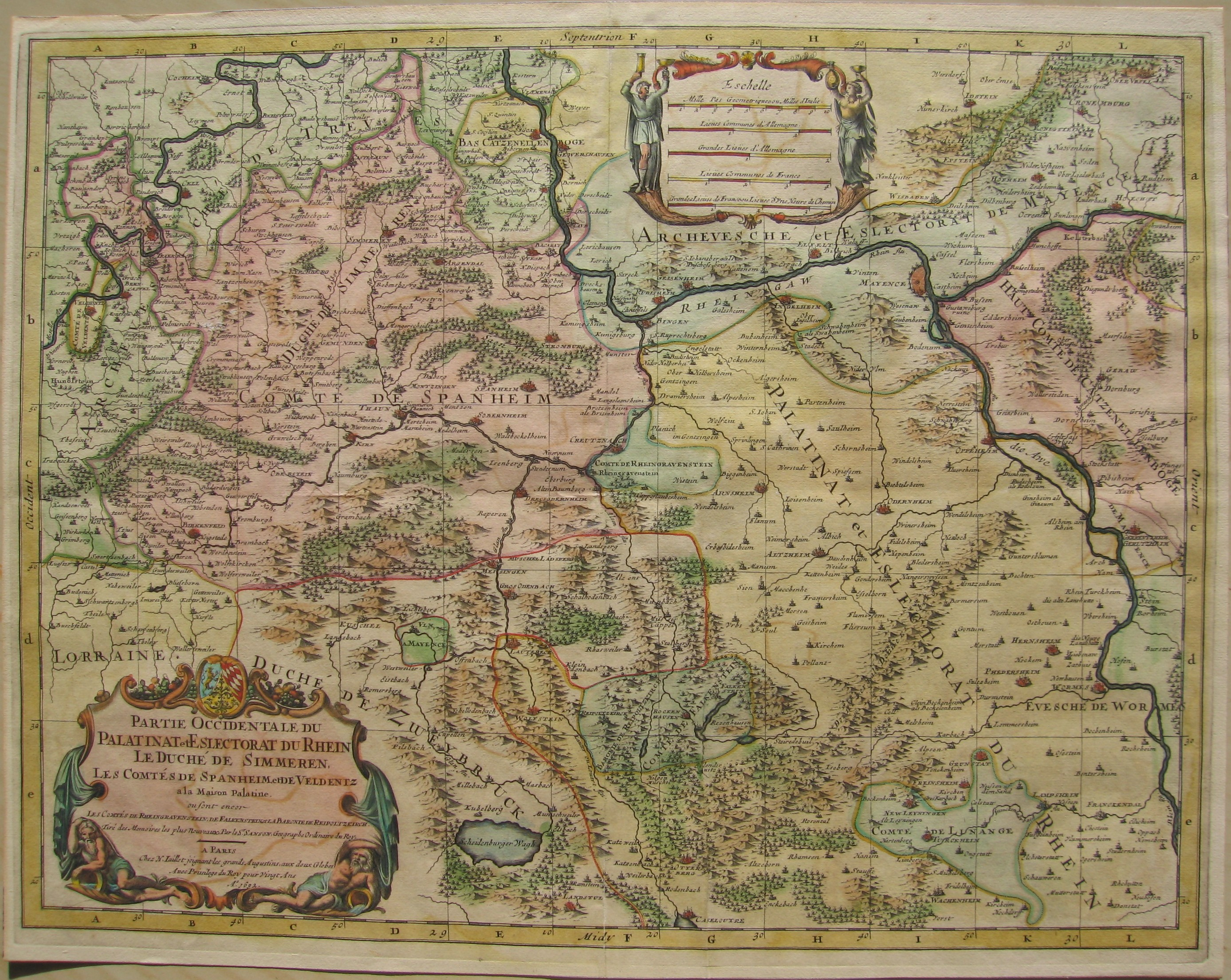
Grafschaft Sponheim nach Nicolas Sanson, 1692 (links)

Nach dem Aussterben der Vorderen Linie 1417 fiel ein Fünftel der Vorderen Grafschaft an die Kurpfalz, vier Fünftel kamen an Johann V. von Sponheim-Starkenburg mit Sitz auf der Grevenburg über Trarbach. Vordere und Hintere Grafschaft waren damit nach fast 200 Jahren wieder in einer Hand vereinigt – allerdings nur für rund 20 Jahre. Rund zwanzig Jahre regierte Johann V. einen „riesigen Flickenteppich“ von der Nahe über Hunsrück, Mittelmosel und Eifel bis zur Untermosel.

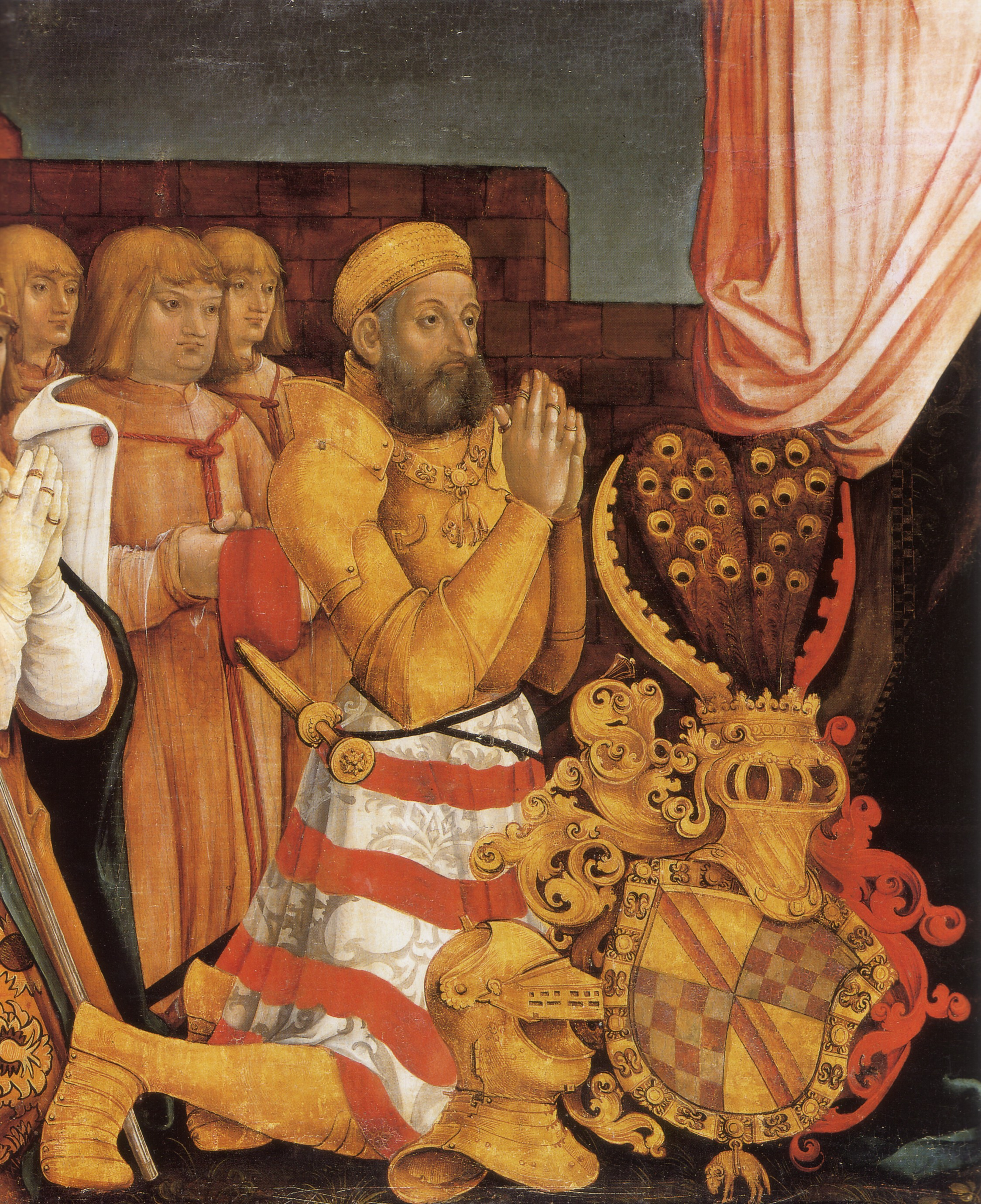
Christoph I. von Baden (1475–1515). Markgrafentafel.

Mit dem Tod Johanns V. 1437, der 1422 ein weiteres (zweites) Fünftel der Vorderen Grafschaft an die Kurpfalz verpfändet hatte, kam die Grafschaft Sponheim (nämlich die Hintere Grafschaft und die verbliebenen drei Fünftel der Vorderen Grafschaft) an dessen Erben, die Markgrafen von Baden und die Grafen von Veldenz. Nach dem Beinheimer Entscheid aus dem Jahr 1425 blieb die Grafschaft real ungeteilt und wurde als Kondominium gemeinsam verwaltet. 1444 wurde Veldenz von Pfalz-Simmern beerbt, das 1504 das verpfändete zweite Fünftel von der Kurpfalz zurückerwarb und die Hälfte davon an Baden weitergab.
Als Pfalz-Simmern 1559 die Kurwürde erlangte und gleichzeitig die Kurpfälzer Anteile an der Vorderen Grafschaft erbte, trat es in einem Erbausgleich gemäß den Bestimmungen des Heidelberger Sukzessionsvertrags von 1553 die Hälfte der Hinteren Grafschaft an Pfalz-Zweibrücken ab, so dass nun die Vordere Grafschaft zu drei Fünfteln der Kurpfalz und zu zwei Fünfteln Baden und die Hintere Grafschaft zu gleichen Teilen Baden und Pfalz-Zweibrücken (bzw. dessen Nebenlinie Pfalz-Birkenfeld) gehörte.
Da 1557 die Reformation in beiden Grafschaften eingeführt wurde, entstanden, umgeben vom „schwarzen“ Kurtrier, evangelische Exklaven an der Mosel wie Wolf, Traben-Trarbach, Enkirch und Winningen.
Konfessionell hatten die beiden Teile der Grafschaft eine unterschiedliche Entwicklung. Die Bewohner der Vorderen Grafschaft Sponheim waren durch den Wechsel der Pfälzer Kurfürsten zum Calvinismus im Wesentlichen evangelisch-reformiert. Durch die Besonderheiten des Kondominiums bestand aber z. B. in Kreuznach die 1632 durch den Schwedenkönig Gustav Adolf (1594–1632) gegründete lutherische Gemeinde weiter. Die Hintere Grafschaft Sponheim blieb durch Herzog Wolfgang von Pfalz-Zweibrücken (1526–1569) und seinen Sohn Karl I. (1560–1600) weitgehend evangelisch-lutherisch.
Erst 1707 wurde die Vordere Grafschaft zwischen der Markgräfinwitwe Sybilla Augusta von Baden-Baden (1675–1733) und Johann Wilhelm von der Pfalz (1658–1716) real geteilt. Die Kurpfalz erhielt das Amt Kreuznach, Baden die Ämter Kirchberg, Koppenstein, Naumburg, Sprendlingen sowie die Orte Sankt Johann, Lötzbeuren und Reckershausen.
1776 wurde auch die Hintere Grafschaft zwischen Karl Friedrich von Baden (1728–1811) und Karl II. August von Pfalz-Zweibrücken (1746–1795) real geteilt. Pfalz-Zweibrücken erhielt das Oberamt Trarbach mit dem Anteil am Kröver Reich, die Ämter Allenbach und Kastellaun und die Anteile am „dreiherrischen Gericht“ sowie Dorf und Forst Eisen, Baden das Oberamt Birkenfeld, die Ämter Herrstein, Dill, Winterburg und die Vogtei Winnigen; Herrstein wurde von Baden in das vordersponheimische Amt Naumburg eingegliedert.
Mit den Kriegen nach der Französischen Revolution verschwand die Grafschaft. Im Wiener Kongress (1815) wurde der Großteil Preußen, das Gebiet um Birkenfeld Oldenburg zugeschlagen.

## Lage und Territorium

Landkarte um 1800 mit dem Badener Teil der Grafschaft Sponheim

Das Territorium der Grafschaft Sponheim erstreckte sich (etwas zersplittert) im Bereich zwischen Traben-Trarbach, Kastellaun, Kreuznach und Birkenfeld.
Die Grafschaft Sponheim ist nicht aus einer historischen Grafschaft (also einem Amtsbezirk) entstanden, sondern setzte sich aus verschiedenen Rechten, Lehen und Erbschaften der Adelsfamilie der Sponheimer zusammen. Nachweisen lassen sich Gebiete, die vorher in den Händen der Berthold/Bezeline (Gaugrafen im Trechirgau) waren (Kirchberg und Kastellaun mit Umland). Wie diese an die Sponheimer gelangt sind, ist unbekannt. Eine weitere Erbschaft mit der Burg Dill, der Vogtei über das Stift Pfaffen-Schwabenheim und zugehörigen Ortschaften stammt von den Grafen von Nellenburg/Mörsberg. Bei der Teilung der Grafschaft in eine Vordere und Hintere Grafschaft (von Mainz aus gesehen) entstanden im 13. Jahrhundert zwei getrennte Herrschaften. Die Vordere Grafschaft war die größere der beiden und umfasste Gebiete von Kastellaun über Kirchberg, Gemünden, Winterburg, Sponheim, Kreuznach bis nach Sprendlingen. Die Hintere Grafschaft bestand aus drei Gebietskomplexen. Der erste lag an der Mosel mit Starkenburg, Traben-Trarbach und Enkirch, der zweite um Herrstein und der dritte umfasste Birkenfeld, Allenbach und Frauenburg. Daneben gehörten zur Hinteren Grafschaft der Ort Winningen aus der Erbschaft Sayn. Die Stammburgen Sponheim und Dill blieben ungeteilt. In der Folgezeit kam es zu einigen Zugewinnen, aber auch Verlusten. Mit dem Aussterben der Linie Kreuznach 1417 erfolgten grundlegende Veränderungen. Winterburg, Kastellaun und Burg Dill mit Umland sowie Burg Sponheim gelangten zur Hinteren Grafschaft.

### Hintere Grafschaft Sponheim

Wappen der Hinteren Gft.

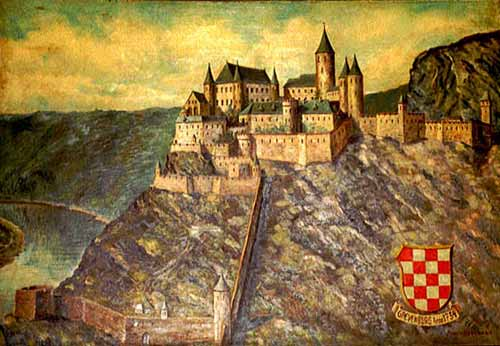
Grevenburg bei Traben-Trarbach, Residenz der Hinteren Grafschaft seit 1350

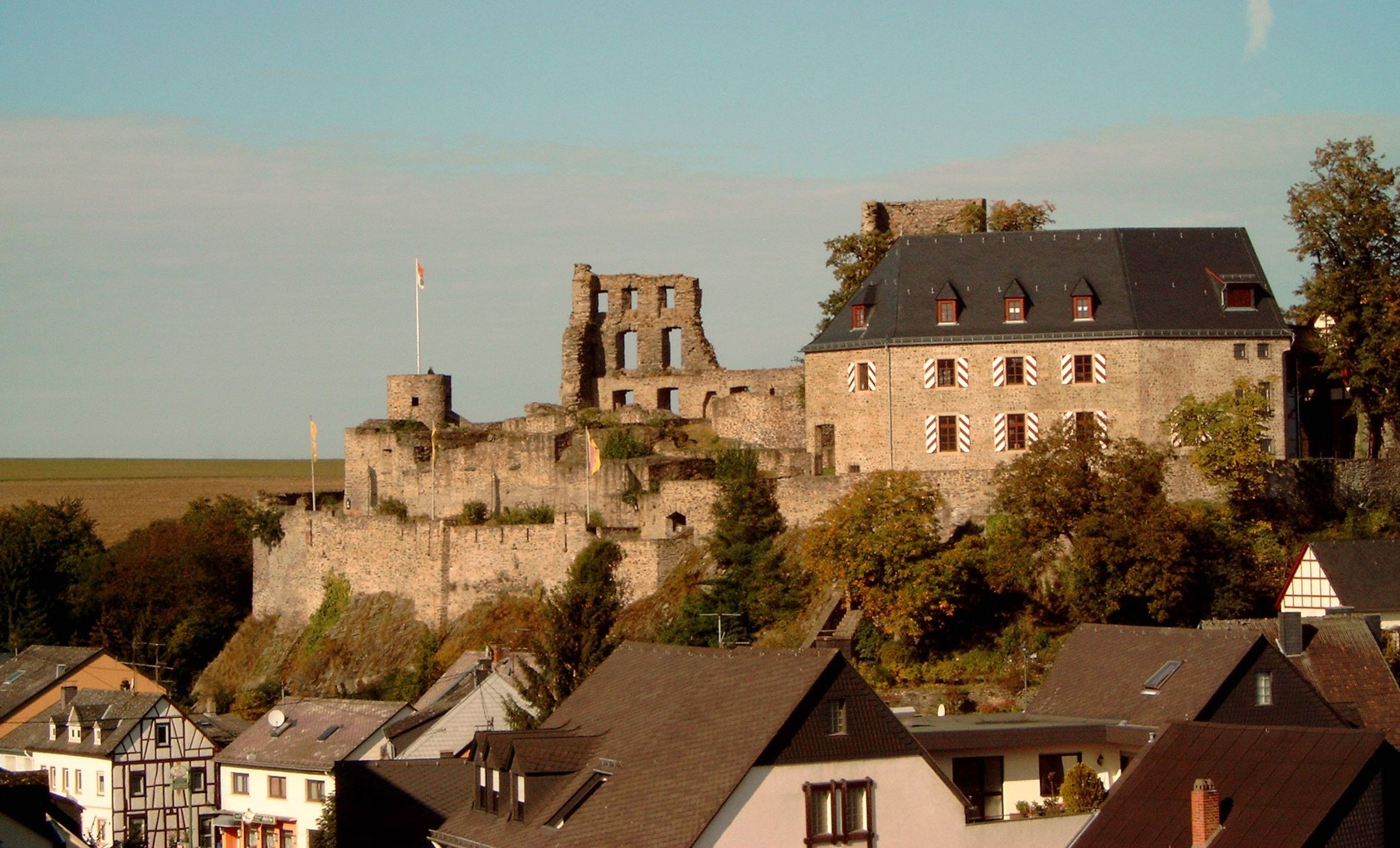
Residenzburg Kastellaun

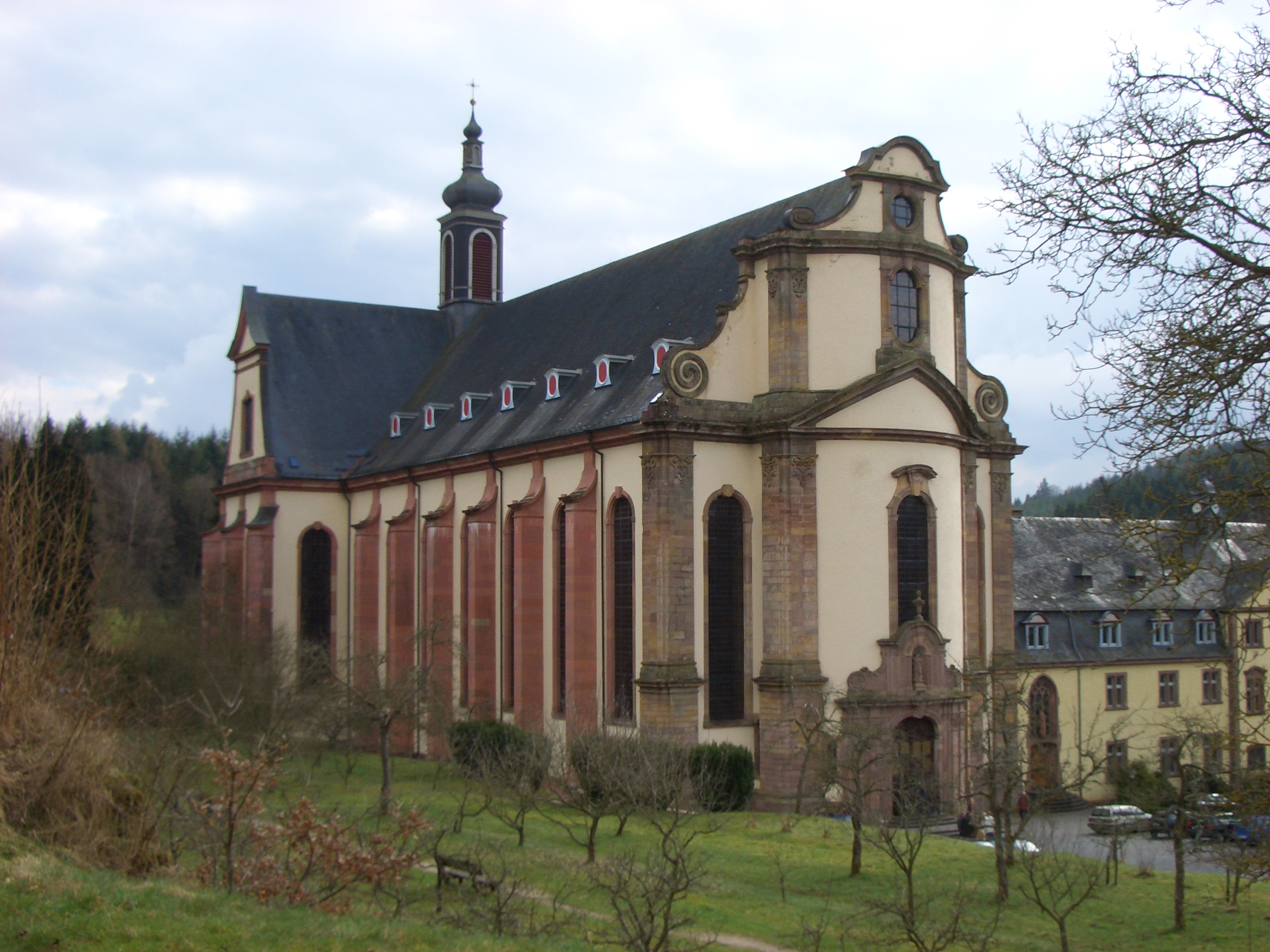
Kloster Himmerod, Grablege für die Hintere Grafschaft

Nach der Teilung der Grafschaft Sponheim im Jahre 1234 blieb die Starkenburg, ab 1350 die benachbarte Grevenburg, Residenz der sogenannten Hinteren Grafschaft. Zu ihr gehörten bis 1417 unter anderen folgende Orte an der Mosel und im Hunsrück: 
- im heutigen Landkreis Bernkastel-Wittlich: Enkirch, Traben, Trarbach  (Amtssitz), Wolf, Kautenbach (Ortsteil östlich des Kautenbachs bis 1962 zu Fronhofen gehörig),[22] Irmenach, Beuren (heute Ortsteil von Irmenach), Lötzbeuren (zwischen Vorderer und Hinterer Grafschaft umstritten), Starkenburg, Kleinich[23] mit den heutigen Ortsteilen Oberkleinich, Götzeroth, Pilmeroth, Emmeroth, Fronhofen, Ilsbach und Thalkleinich (bis 1828 Teil der Großgemeinde Irmenach), Evenhausen (untergegangener Ort), Hochscheid,
- im heutigen Landkreis Birkenfeld: Birkenfeld (Amtssitz), Herrstein (Amtssitz), Niederhosenbach, Gerach, Hintertiefenbach, Fischbach, Höhweiler (untergegangener Ort), Rinzenberg, Allenbach (Amtssitz), Wirschweiler, Frauenberg, Reichenbach, Ausweiler (ehemalige Gemeinde auf dem jetzigen Truppenübungsplatz Baumholder), Göttschied, Regulshausen und Hammerstein (heute drei Stadtteile von Idar-Oberstein), Börfink, Brücken, Buhlenberg, Etzweiler (untergegangener Ort bei Buhlenberg), Winnweiler (untergegangener Ort bei Buhlenberg), Dienstweiler, Eborn (heute Ortsteil von Dienstweiler), Elchweiler, Feckweiler (heute Stadtteil von Birkenfeld), Nieder- und Oberbrombach, Nohen, Rimsberg, Abentheuer, Horbruch, Schwollen, Leisel, Wilzenberg, Hußweiler, Oberhambach, Hattgenstein, Hettenrodt, Nieder- und Oberwörresbach, Mackenrodt, Ellenberg, Gollenberg, Kronweiler, Schmißberg,
- im heutigen Landkreis Mayen-Koblenz: Winningen.

Außerdem verpfändete König Rudolf von Habsburg am 25. November 1274 das Kröver Reich an den Grafen Heinrich I. von Sponheim.

### Vordere Grafschaft Sponheim (1234–1417)

Wappen der Vorderen Gft.

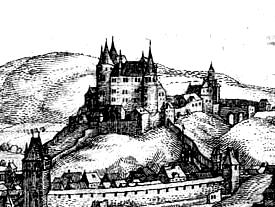
Kauzenburg bei Bad Kreuznach (um 1638), Residenz der Vorderen Grafschaft

Zu der Vorderen Grafschaft gehörten unter anderen:
- im heutigen Landkreis Bad Kreuznach: Kreuznach (Amtssitz), Naumburg (Amtssitz), Böckelheim, Tiefenthal, Hackenheim, Frei-Laubersheim, Pfaffen-Schwabenheim, Hargesheim, Pleitersheim, Volxheim, Feilbingert, Auen, Lauschied, Bärenbach, Becherbach bei Kirn, Brauweiler, Heimweiler, Limbach, Otzweiler, Schwarzerden, Langenlonsheim, Mandel, Oberstreit, Sankt Katharinen, Weinsheim, Winterburg (Amtssitz), Gebroth, Allenfeld, Ippenschied, Daubach, Seibersbach, Eckweiler, Pferdsfeld, Abtweiler, Rüdesheim, Traisen, Bad Sobernheim
- im heutigen Rhein-Hunsrück-Kreis: Kirchberg (Amtssitz), Gemünden, Kappel, Burg Koppenstein, Büchenbeuren, Kastellaun, Bell, Alterkülz, Sohren, Roth, Schlierschied, Rödelhausen, Rödern, Gehlweiler, Kludenbach, Maitzborn, Wahlenau, Todenroth, Dickenschied, Rohrbach, Belg, Womrath, Würrich, Hecken, Hahn, Lautzenhausen, Nieder- und Ober Kostenz,
- im heutigen Landkreis Mainz-Bingen: Ober-Hilbersheim, Sprendlingen, Gensingen, Zotzenheim und der Sitz war die Kauzenburg. Grablege ist die Stiftskirche (Pfaffen-Schwabenheim).

### Kondominate (Teilherrschaften)
Über gemeinschaftliche Rechte mit anderen Territorialherren verfügten die Grafen der Hinteren Grafschaft im Kröver Reich (mit Kurtrier) und in einem Drittel der Herrschaft Züsch (mit Hunolstein-Sötern). Anteile am „dreiherrischen Gericht“ (mit Kurtrier und Braunshorn, später Winneburg und Metternich), das aus den Vogteien Strimmig, Senheim und dem Beltheimer Gericht bestand, gelangten im 14. Jahrhundert auf verschiedenen Wegen an die Vordere Grafschaft. Im Rahmen der oben erwähnten Neuaufteilung 1417 wurden die Gebiete mit Kastellaun an die Hintere Grafschaft übertragen.

## Burgen
Von den Grafen sind folgende noch – meist als Ruinen – vorhandene Burgen errichtet, ausgebaut oder erworben worden:
| - Allenbach (vor 1265) - Alt-Wolfstein (1312) - Argenschwang (1332) - Burg Birkenfeld (sponheimisches Lehen, 1269 rückgekauft) - Böckelheim (1279 an Mainz verloren) - Burg Dill (vor 1125 ererbt) - Burg Tannenfels (um 1330 Sitz der Linie Bolanden-Dannenfels) - Burg Ebernburg (vor 1347 erworben) - Burg Osterspai (1302) - Frauenburg (1327) - Gemünden/Hunsrück (vor 1417) - Grafendahn (1339) | - Grevenburg oberhalb Trarbach (1352) - Gutenberg (1334 angekauft) - Burg Herrstein (1279) - Kastellaun (1226) - Koppenstein (kurz nach 1325) - Kreuznach (kurz vor 1205) - Naumburg (1381) - Burg Neef (1248–1351) - Burg Sponheim (Stammburg) - Starkenburg (um 1197) - Winterburg (kurz vor 1324) - Zollburg an der Mosel zwischen Trarbach und Enkirch (um 1350) |

Zum sonstigen Burgenbesitz vgl. Grafschaften und Herrschaften.

## Wappen

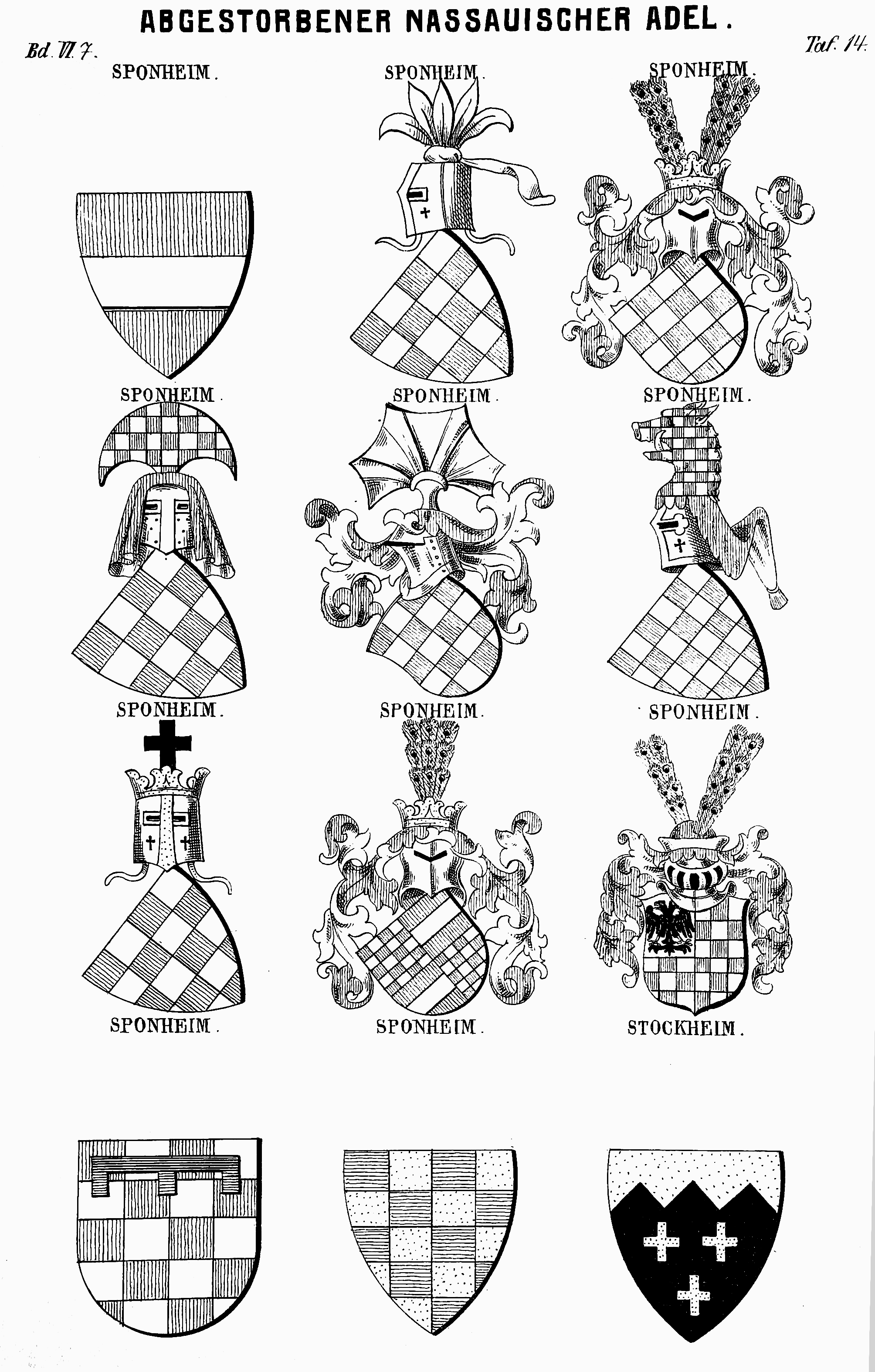
Wappen der Grafen von Sponheim im Neuen Siebmacher Wappenbuch von 1882

Die Vordere Grafschaft Sponheim hatte folgendes Stammwappen: Schachbrett Blau-Gold. Das Wappen der Hinteren Grafschaft war: Schachbrett Rot-Silber. Beide erscheinen auch heute in einer Reihe Gemeindewappen, z. B.:

Landkreis Bad Kreuznach
Stadt Bad Kreuznach
Ortsgemeinde Pfaffen-Schwabenheim
Ortsgemeinde Frei-Laubersheim
Gemeinde Bärenbach (bei Idar-Oberstein)
Becherbach bei Kirn
Büchenbeuren
Gemeinde Hackenheim
Gemeinde Hargesheim
Stadt Kirchberg im Hunsrück
Gemeinde Langenlonsheim
Gemeinde Seesbach
Gemeinde Sponheim
Ortsgemeinde Schwarzerden
Gemeinde Dickenschied
Gemeinde Gehlweiler
Gemeinde Gemünden (Hunsrück)
Gemeinde Nieder Kostenz
Ortsgemeinde Feilbingert
Ortsgemeinde Spall

Stadt Kastellaun
Gemeinde Starkenburg (Mosel)
Stadt Traben-Trarbach
Stadt Birkenfeld
Ortsgemeinde Frauenberg
Verbandsgemeinde Birkenfeld
Gemeinde Enkirch
Gemeinde Kröv
Gemeinde Dillendorf
Ortsgemeinde Gebroth
Ortsgemeinde Winterbach

Gemeinde Winningen
Gemeinde Dill
Gemeinde Allenbach
Ortsgemeinde Oberhambach

Nach der Löwenburg der Grafen von Sponheim-Sayn bzw. Sponheim-Heinsberg führt auch die Stadt Bad Honnef das Sponheimer Wappen, ähnlich deutet vielleicht das Wappen von Sankt Augustin (Menden) auf eine Verbindung der Herren von Menden mit den Löwenburger Dynasten:

Bad Honnef
Sankt Augustin